# Vinxtbach
Der Vinxtbach ist ein gut 19 km langer Bach, der südsüdwestlich von Schalkenbach-Obervinxt und östlich vom Adert entspringt und bei Burg Rheineck zwischen Bad Breisig und Brohl-Lützing in den Rhein mündet.
Der Name Vinxt leitet sich vom lateinischen finis für Grenze ab. In römischer Zeit markierte der Bach die Grenze zwischen den Provinzen Ober- und Niedergermanien und im Mittelalter zeitweise diejenige zwischen den Herzogtümern Ober- und Niederlothringen. Heute gilt der Vinxtbach als Dialektgrenze (Vinxtbach-Linie). Nördlich von ihm werden ripuarische, südlich von ihm moselfränkische Dialekte gesprochen.

## Geschichte und Bedeutung in römischer Zeit
Nach der Eroberung Galliens durch Caesar (58–51 v. Chr.) war das linksrheinische Gebiet Teil des Römischen Reiches. Die Militärverwaltung teilte es in Folge der Clades Variana in einen niedergermanischen Heeresbezirk (Exercitus Germaniae inferioris) und einen obergermanischen ein. Kaiser Domitian wandelte schließlich zwischen 82 n. Chr. und 87 n. Chr. (vermutlich um 83/84 n. Chr.) die Militärbezirke in die zivilrechtlichen Provinzen Germania Superior (Obergermanien) mit der Hauptstadt Mogontiacum (Mainz) und Germania Inferior (Niedergermanien) mit der Hauptstadt Colonia Agrippina (Köln) um. Der Vinxtbach bildete die Grenze zwischen den Provinzen (wie vermutlich zuvor schon zwischen den Militärbezirken). Der Bach wurde über eine Furt von der Römischen Rheintalstraße gequert, die auf beiden Seiten des Bachlaufs von jeweils einer Benefiziarierstation gesichert war.
Der Vinxtbachmündung gegenüber, auf der rechtsrheinischen Seite im Gebiet des heutigen Rheinbrohl, begann der Obergermanisch-Raetische Limes. Die erste Befestigung nahe dem Caput limitis, dem Anfang des Limes, war das Kleinkastell Rheinbrohl. Rheinabwärts nach Norden gehörte das linke Rheinufer zum römischen Reich, das rechte zur Germania magna.
Die Benefiziarier hinterließen drei Weihesteine, auf welchen die Provinzgrenze schriftlich dokumentiert ist. Teile eines dieser Weihesteine befinden sich in der St.-Marien-Kirche in Bad Breisig-Niederbreisig. Der Fundort selbst ist mit einer Informationstafel markiert. Die Inschrift des Steines lautet
„Finibus et / Genio loci / et I(ovi) O(ptimo) M(aximo) milit(es) / leg(ionis) XXX U(lpiae) V(ictricis) / M(arcus) Massiani/us Secundus / et T(itus) Aurelius / Dosso / v(otum) s(olverunt) l(ibentes) m(erito)“,
deutsch: „Dem Schutzgeist der Grenzen und des Ortes und Jupiter, dem Besten und Größten, haben die Soldaten der 30. Legion mit den Beinamen die Ulpische, die Siegreiche, Marcus Massianius Secundus und Titus Aurelius Dosso ihr Gelübde gerne und nach Gebühr erfüllt.“
Der zweite Stein beinhaltet den Text
„[Ge]ni[o] l[oc]i / e[t Fi]ni[b]us / et I(ovi) O(ptimo) M(aximo) / T(itus) Fl(avius) Vere/cundus / e[t] M(arcus) Dom(itius) / Atto mil(ites) [leg(ionis?)“,
deutsch: „Dem Schutzgeist des Ortes und der Grenzen haben Titus Flavius Verecundus und Marcus Domitius Atto, Soldaten der Legion …“
Die Inschrift des dritten Steines lautet
„I(ovi) O(ptimo) M(aximo) / et Genio loci / Iunoni Reginae / Tertinius / Severus / mil(es) leg(ionis) VIII Aug(ustae) / b(ene)f(iciarius) co(n)s(ularis) ex voto / p(osuit) v(otum) s(olvit) l(ibens) l(aetus) m(erito)“,
deutsch: „Jupiter dem Besten und Größten und dem Schutzgeist des Ortes (und) der Königin Juno (hat) Tertinius Severus, Soldat der 8. Legion, konsularischer Benefiziarier, wegen eines Gelübdes (diesen Stein) aufgestellt (und damit) gerne, freudig und nach Gebühr sein Gelübde erfüllt.“
In antiker Zeit lautete der Name des Vinxtbaches vermutlich Obrinkas; der Geograph Claudius Ptolemäus nennt diesen Namen in seiner Geographike Hyphegesis viermal:
„Die Stelle der Mündung des von Westen kommenden Flusses Obrinkas (Vinxtbach) [liegt bei] 28° 50′. […] Von dem Lande längs des Rheines heißt der vom Meer bis zum Obrinkas-Fluß reichende Teil Niedergermanien. […] Das Land vom Obrinkas-Fluß nach Süden hin heißt Obergermanien.“